# Даунс, Флинн
Флинн Даунс (англ. Flynn Downes; 20 января 1999, Брентвуд) — английский футболист, полузащитник клуба «Саутгемптон».
Воспитанник академии «Ипсвич Таун», к которой он присоединился в 2006 году, Даунс дебютировал за клуб в 2017 году. несколько сезонов. После долгих спекуляций вокруг его будущего, начиная с лета 2020 года, Даунс присоединился к «Суонси Сити» в августе 2021 года.

## Клубная карьера

### Ипсвич Таун
Даунс родился в Брентвуде, Эссекс, и учился в Брентвудской школе He joined Ipswich Town at the age of seven,. Он присоединился к «Ипсвич Таун» в возрасте семи лет, перейдя из «Онгар Таун», подписав двухлетнюю сделку в мае 2015 года. Даунс подписал с клубом профессиональный контракт на один год 29 июня 2017 года с возможностью продления ещё на год. Однако после того, как он произвел впечатление на тренера Мика Маккарти в предсезонке, 19 июля он подписал новый трехлетний контракт с «Ипсвичем», согласно которому он останется в клубе до лета 2020 года. Он дебютировал в профессиональном плане в первый день сезона 2017/18, выйдя на замену травмированному Андре Доззеллу в добавленное время первого тайма в матче против «Бирмингем Сити» со счетом (1:0).
31 января 2018 года Даунс присоединился к лидеру Второй лиги «Лутон Таун» на правах аренды до конца 2017/2018 годов. Он дебютировал через три дня в матче против «Эксетер Сити» (1:0). После матча тренер Нейтан Джонс сказал: «Он был выдающимся. Как будто он живёт здесь с точки зрения того, как он ходил по полю, уверенности, с которой он играл, безопасности и всего, что у него было». Даунс завершил аренду, сыграв десять матчей, поскольку «Лутон» был переведен в Первую лигу после того, как занял второе место во второй лиге.
После своего возвращения из аренды Даунс регулярно играл за первую команду в сезоне 2018/19, сыграв 30 матчей во всех соревнованиях, в результате чего команда была переведена в первую лигу. Он подписал новый трехлетний контракт с клубом в марте 2019 года с возможностью продления ещё на год и забил свой первый профессиональный гол в матче против «Лидс Юнайтед» (3:2) в последний день сезона.
Даунс оставался постоянным игроком «Ипсвича» после вылета в первую лигу в сезоне 2019/20. Он забил свой первый гол в сезоне в матче против «Шрусбери Таун» (3:0) 31 августа. 1 декабря 2019 года Даунс впервые был назначен капитаном «Ипсвича» в матче второго раунда Кубка Англии против «Ковентри Сити» (1:1). В возрасте 20 лет он стал самым молодым капитаном клуба.
После впечатляющих выступлений за «синих» Даунс был связан с уходом из клуба летом 2020 года. 1 сентября клуб подтвердил, что он отклонил две заявки на Даунса от клуба Премьер-лиги, которым, как широко сообщалось, был «Кристал Пэлас». После того, как второе предложение было отклонено, Даунс, как сообщается, подал заявку на трансфер и впоследствии был исключен из команды на первые три игры клуба.
Даунс вернулся в основную команду 16 сентября, выйдя на замену во втором тайме в матче второго раунда Кубка Лиги против «Фулхэма». Он продолжал играть со скамейки запасных в следующих нескольких матчах, прежде чем получил травму колена в матче против Милтон-Кинс Донс (1:1) 3 октября, и ожидается, что из-за травмы он выбыл из строя на два месяца. Даунс провел 25 матчей в сезоне 2020/21 из-за травмы.
Летом 2021 года новый тренер Пол Кук сказал Даунсу, что он не входит в его планы на предстоящий сезон, и сказал ему тренироваться с клубной командой до 23 лет. Впоследствии ему не был присвоен номер команды на сезон 2021/22, и его по-прежнему связывали с уходом из клуба, и, как сообщается, заинтересованными клубами чемпионата, такими как «Борнмут», «Барнсли» и «Суонси Сити».

### Суонси Сити
10 августа 2021 года Даунс присоединился к «Суонси Сити» по четырёхлетнему контракту за гонорар, который, как сообщается, составляет около 1,5 миллиона фунтов стерлингов. Это положило конец его 15-летнему сотрудничеству с «Ипсвич Таун». В сезоне 2021/2022 годов Даунс выполнил 92,6 % из своих 2465 попыток передачи, достигнув самого высокого показателя выполнения передач в четырёх высших дивизионах английского футбола в 2021/2022 годах.

### Вест Хэм Юнайтед
7 июля 2022 года Даунс подписал с «Вест Хэм Юнайтед» пятилетний контракт с возможностью продления ещё на один год за нераскрытый гонорар, который, по данным BBC, составляет около 12 миллионов фунтов стерлингов. 7 августа 2022 года Даунс дебютировал в Премьер-лиге, заменив Джаррода Боуэна на 92-й минуте в матче против «Манчестер Сити» (2:0).

## Карьера в сборной
Даунс был вызван в сборную Англии (до 19 лет) 24 августа 2017 года на два товарищеских матча против Польши и Германии. Он дебютировал 5 сентября против последнего, начав с поражения со счетом 3:1, в котором он был заменен на 60-й минуте. Он пять раз играл за сборную Англии (до 19). Даунс был отпрг в резерв сборной Англии (до 20 лет) 9 ноября 2018 года на матч против Германии. Его вызвали в команду через три дня и он заработал свой первый матч за игру, выйдя на замену на 89-й минуте в победе со счетом 2: 0 на следующей неделе.

## Личная жизнь
Даунс поддерживает «Вест Хэм Юнайтед». Он учился в школе Брентвуд в Эссексе, следуя по стопам бывшего полузащитника «хаммерс» Фрэнка Лэмпарда.

## Достижения
«Вест Хэм Юнайтед»
- Победитель Лиги конференций УЕФА: 2022/23